# Linia Moviusa

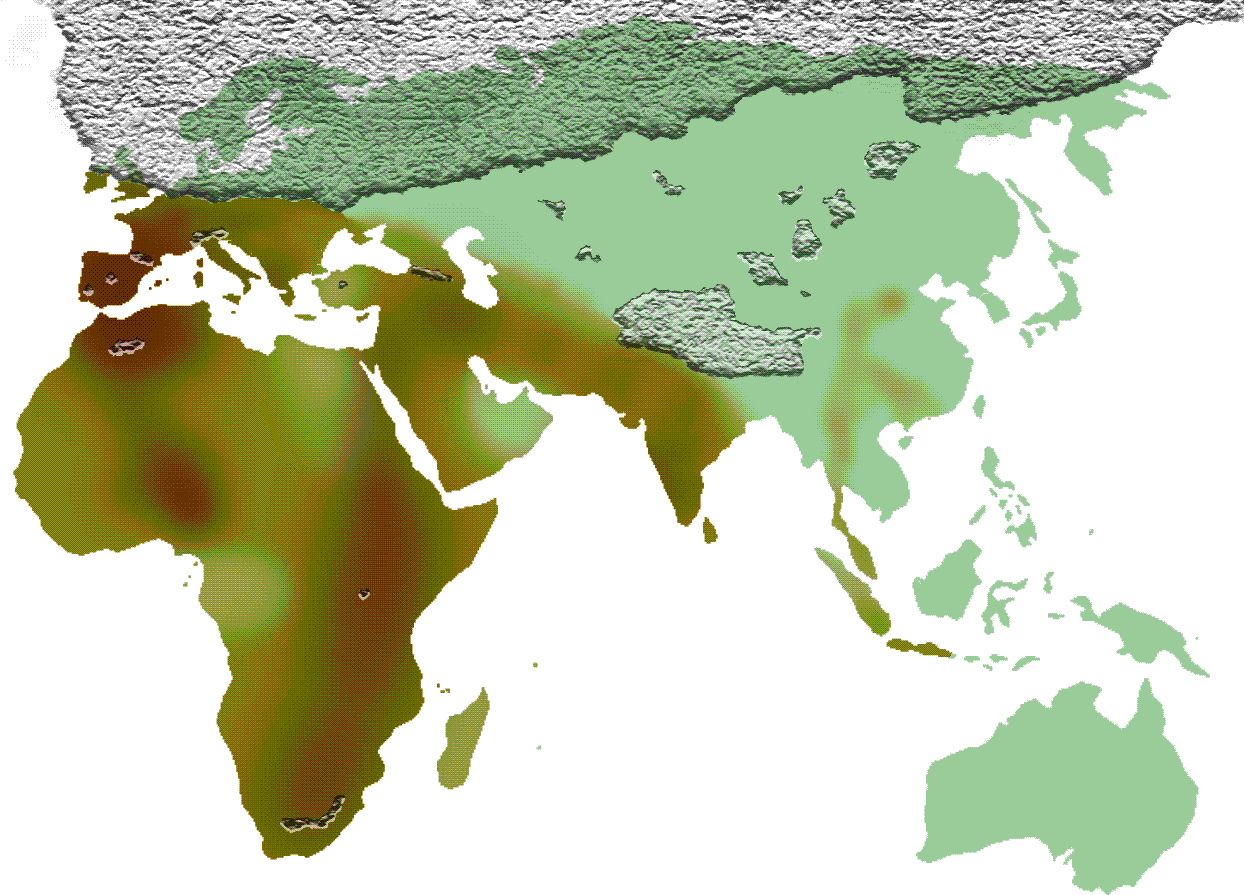
Zasięg występowania pięściaków

Linia Moviusa – umowna granica wytyczona w latach 40. XX wieku przez amerykańskiego prehistoryka Hallama L. Moviusa, rozdzielająca dwie odmienne od siebie dolnopaleolityczne tradycje kulturowe.
Zgodnie z obserwacją poczynioną przez Moviusa, narzędzia wytworzone przez Homo erectus znacznie różnicują się w zależności od miejsca pochodzenia, wskazując na dwie odmienne linie ewolucji kulturowej. Podczas gdy na terenie Afryki, Europy Zachodniej oraz Azji Południowo-Zachodniej i Subkontynentu indyjskiego występuje kultura aszelska z pięściakami, poza granicą przebiegającą wzdłuż Renu i Alp w Europie oraz Himalajów w Azji charakterystyczna jest produkcja narzędzi otoczakowych.
Pojawiały się różne próby wytłumaczenia różnic technologicznych określonych linią Moviusa. Sam Movius był zdania, iż hominidy ze Wschodu były mniej zaawansowane ewolucyjnie. Inni badacze tłumaczyli różnice brakiem odpowiednich surowców do produkcji pięściaków na terenach wschodnich. Jak zwrócił uwagę archeolog Geoffrey Pope, występujący w Azji Wschodniej bambus równie dobrze mógł zostać zaadaptowany do produkcji narzędzi, a jego obróbka wymagała mniej pracy niż produkcja pięściaka. Jeszcze inni badacze, wskazując na możliwą wczesną migrację Homo ergaster poza Afrykę, tłumaczą rozdział tradycji kulturowych zasiedleniem wschodniej Azji jeszcze przed powstaniem na Zachodzie kultury aszelskiej. Znalezione pod koniec XX wieku pierwsze pięściaki w południowych Chinach kazały częściowo zrewidować pogląd o bezwzględności dokonanego przez Moviusa podziału.